# John Hunter (calciatore)
John Bryson Hunter, conosciuto anche come Sailor Hunter (Johnstone, 6 aprile 1878 – Motherwell, 12 gennaio 1966) è stato un allenatore di calcio e calciatore scozzese, di ruolo attaccante.

## Carriera

### Giocatore

#### Club
Tra il 1896 ed il 1899 ha giocato nella seconda divisione scozzese con l'Abercorn; passa quindi al Liverpool, club della prima divisione inglese. Nella First Division 1899-1900 va a segno 5 volte in 20 partite, mentre nella stagione successiva contribuisce con 3 reti in 8 presenze alla vittoria del primo campionato inglese nella storia dei Reds; rimane in squadra anche nella stagione 1901-1902, nella quale segna 2 gol in ulteriori 9 presenze nella prima divisione inglese.
Nel 1902 dopo un triennio in Inghilterra torna a giocare in Scozia, all'Hearts, con cui in due stagioni conquista rispettivamente un quarto ed un secondo posto in classifica in prima divisione (oltre ad una finale di Coppa di Scozia persa nella stagione 1902-1903), segnando complessivamente 14 gol in 43 partite di campionato; fa quindi ritorno in Inghilterra, all'Arsenal, club esordiente nella prima divisione inglese, con il quale va a segno 4 volte in 22 incontri. Gioca quindi per due anni nella Southern League con la maglia del Portsmouth, per poi tornare in Scozia, al Dundee, dove tra il 1907 ed il 1910 totalizza 61 presenze e 46 reti, vincendo inoltre una Coppa di Scozia nella stagione 1909-1910 e diventando capocannoniere del campionato scozzese nella stagione 1908-1909. Trascorre infine la stagione 1910-1911 al Clyde, senza mai scendere in campo in partite di campionato.

#### Nazionale
Nel 1909 ha giocato una partita con la nazionale scozzese.

### Allenatore
Nel 1911 viene ingaggiato dal Motherwell, club della prima divisione scozzese, come primo vero manager nella storia del club. Nella sua prima stagione conquista la salvezza (migliorando anche il penultimo posto in classifica dell'anno precedente), mantenendo poi la categoria anche durante gli anni della prima guerra mondiale. Nella Scottish Football League 1917-1918 ottiene un quinto posto in classifica, piazzamento che replica anche nell'annata successiva. Nel 1916 Hunter lancia inoltre in prima squadra il giovane attaccante Hughie Ferguson, che negli anni seguenti sarà fondamentale per le sorti del club, di cui diventa inoltre il miglior marcatore di sempre.
I due quinti posti conquistati tra il 1917 ed il 1919 sono seguiti da un terzo posto in classifica (all'epoca il miglior piazzamento di sempre nella storia del club) nella Scottish Football League 1919-1920 e da un'ulteriore quinto posto nella stagione successiva. Negli anni seguenti, complici anche alcune difficoltà economiche, il Motherwell, pur raggiungendo per la prima volta nella sua storia la semifinale di Coppa di Scozia nella stagione 1922-1923, si assesta su posizioni di medio-bassa classifica, fino al 1926: tra il 1926 ed il 1934, si ha invece il periodo con i migliori risultati della storia del club, che conquista otto piazzamenti consecutivi nelle prime tre posizioni del campionato scozzese (secondi posti nelle stagioni 1926-1927, 1929-1930, 1932-1933 e 1933-1934, terzi posti nelle stagioni 1927-1928, 1928-1929 e 1930-1931), che vince per la prima volta nella sua storia nella stagione 1931-1932 (grazie anche alle 119 reti realizzate in 38 partite). In questi otto anni, il Motherwell gioca (e perde) anche due finali di Coppa di Scozia (1930-1931 e 1932-1933), raggiungendo invece la semifinale nella stagione 1933-1934. Hunter rimane alla guida del club per ulteriori due stagioni, fino al 1936, quando, complici dei gravi problemi alla vista, lascia l'incarico di allenatore per restare nel club come dirigente, incarico che ricoprirà fino al 1959.
Durante la sua carriera da allenatore al Motherwell ha allenato per complessive 1064 partite ufficiali.

## Palmarès

### Giocatore

#### Competizioni nazionali
- Campionato inglese: 1

Liverpool: 1900-1901
- Coppa di Scozia: 1

Dundee: 1909-1910

#### Competizioni regionali
- Forfarshire Cup: 1

Dundee: 1908-1909

### Allenatore

#### Competizioni nazionali
- Campionato scozzese: 1

Motherwell: 1931-1932